# Gare de Tatariv-Bukovel
La gare de Tatariv (en ukrainien : Татарів (зупинний пункт)) est une gare ferroviaire située dans la ville de Iaremtche en Ukraine.

## Situation ferroviaire
Elle se trouve sur la ligne Deliatyn à Rakhiv et est actuellement une halte ferroviaire. 

## Histoire
La gare fut ouverte en 1894 et le bâtiment actuel est de 1932 et est classé.

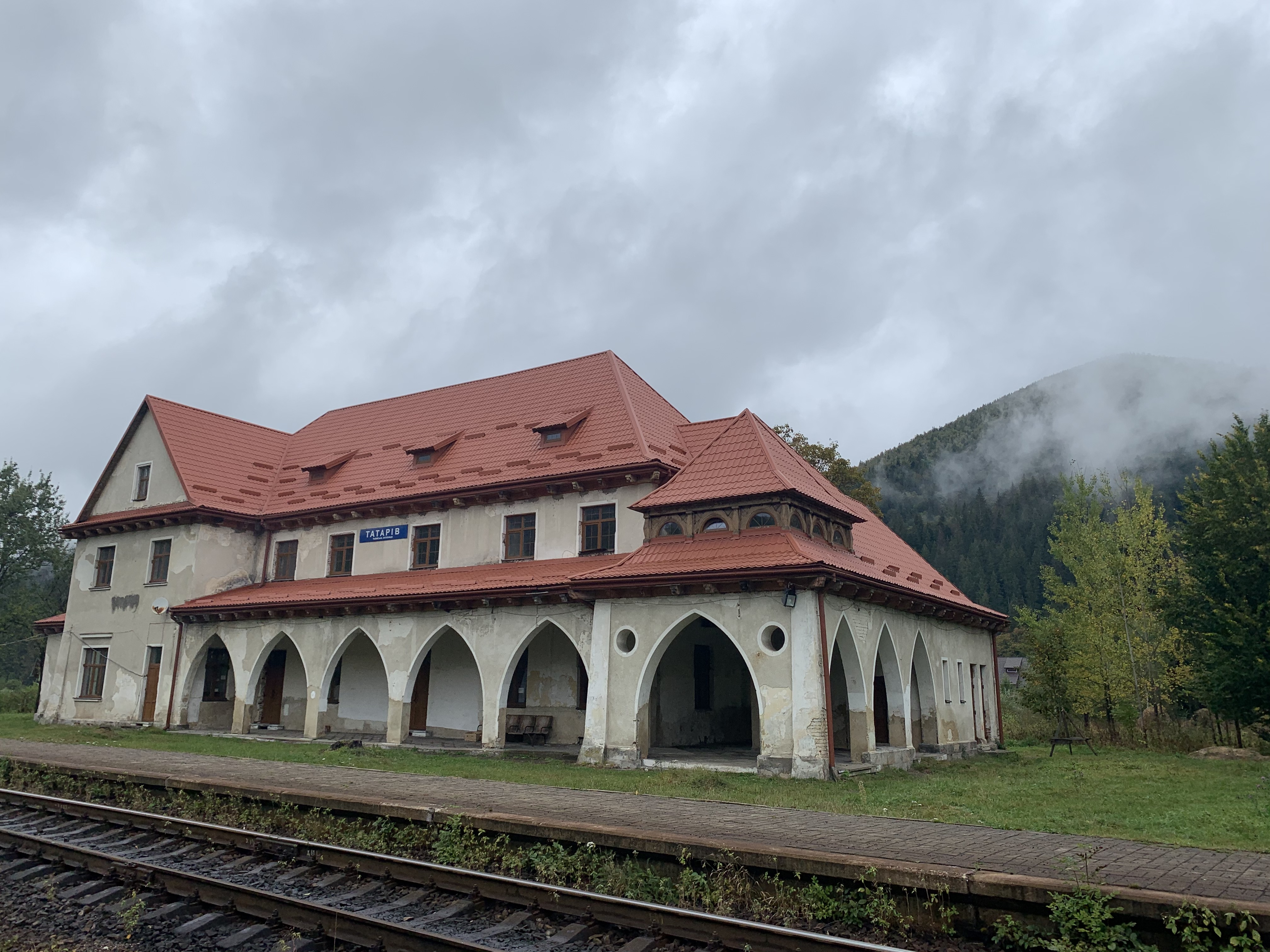
La gare et sa voie.